# Plaza de Argel
La Plaza de Argel es un espacio público situado en el barrio de Virgen del Remedio, en la ciudad de Alicante (España).

## Descripción
La plaza cuenta con áreas ajardinadas y arbolado que proporcionan sombra y un ambiente agradable para los visitantes. Además, dispone de un parque infantil equipado con diversos juegos, ofreciendo un espacio seguro y acogedor para que los niños jueguen y socialicen.
En la plaza se ubica el Aula Municipal de Cultura Plaza de Argel, que ofrece salas multiusos y aulas equipadas para actividades como danza y teatro. Este centro cultural proporciona un espacio para el desarrollo de diversas manifestaciones artísticas y educativas en el barrio. 
La plaza está bien comunicada por transporte público. Las líneas de autobús 08, 11, 13 y 24, así como la línea 2 del TRAM, tienen paradas cercanas, facilitando el acceso desde diferentes puntos de la ciudad. 

## Deporte
La plaza es conocida por su vinculación con el club de fútbol femenino Sporting Plaza Argel (actualmente CF SPA Alicante). Fundado en 1979 por vecinos de la plaza, el club ha contribuido al desarrollo del deporte en la región, especialmente en el ámbito del fútbol femenino.

## Cultura popular
En junio de 2022, el artista C. Tangana grabó escenas en la Plaza de Argel para su documental La guitarra flamenca de Yerai Cortés, que se centra en la vida del guitarrista alicantino Yerai Cortés. La elección de la plaza como escenario se debe a su importancia en la infancia de Cortés. El documental fue presentado en septiembre de 2024 en el Festival Internacional de Cine de San Sebastián. 